# HD 215682
HD 215682，又名CP-62 6369，SAO 255321、HR 8669，是一颗恒星，视星等为6.37，位于銀經325.03，銀緯-49.83，其B1900.0坐标为赤經22h 41m 52.4s，赤緯-62° -49.83′ 42″。